# Снелль, Бруно
Бруно Снелль (нем. Bruno Snell; 18 июня 1896, Хильдесхайм — 31 октября 1986, Гамбург) — немецкий филолог-классик и антиковед. Академик. Профессор Гамбургского университета (1931—1959).

## Биография
Сын психиатра Отто Снелля. Учился экономике и праву в университетах Эдинбурга и Оксфорда, а затем — классической филологии в университетах Лейдена, Берлина, Мюнхена и Гёттингена. Диссертацию по трагедиям Эсхила защитил в Гёттингенском университете (1922). В 1931—1959 гг. профессор там же и в 1944 г. создал исследовательскую группу Thesaurus Linguae Graecae. Возглавлял Моммзеновское научное общество (1950—1954), член научного общества Иоахима Юнга.
Член нескольких национальных академий наук. Членкор Британской академии (1958). Премия Зигмунда Фрейда за научную прозу (1969). Австрийский почётный знак За науку и искусство (1976). Кавалер ордена Pour le Mérite (1977). С 1989 г. Моммзеновское общество присуждает премию Бруно Снелля.

## Труды
В книге Die Entdeckung des Geistes Снелль относит возникновение человеческого сознания к постгомеровскому периоду древнегреческой истории, используя для доказательства филологический метод.
- Leben und Meinungen der Sieben Weisen. Griechische und lateinische Quellen. München, 1938.
- Die Entdeckung des Geistes. Studien zur Entstehung des europäischen Denkens bei den Griechen. Hamburg, 1946. | 2-е изд. Claassen und Goverts, Hamburg, 1948.
- Der Aufbau der Sprache. Hamburg, 1952.
- Griechische Metrik. Göttingen, 1955.

Публикации на русском языке
- Греческая метрика/ Пер. Д. Торшилова. М.: Греко-латинский кабинет Ю. А. Шичалина, 1999